# Ctenichneumon
Ctenichneumon är ett släkte av steklar som beskrevs av Thomson 1894. Ctenichneumon ingår i familjen brokparasitsteklar.

## Bildgalleri

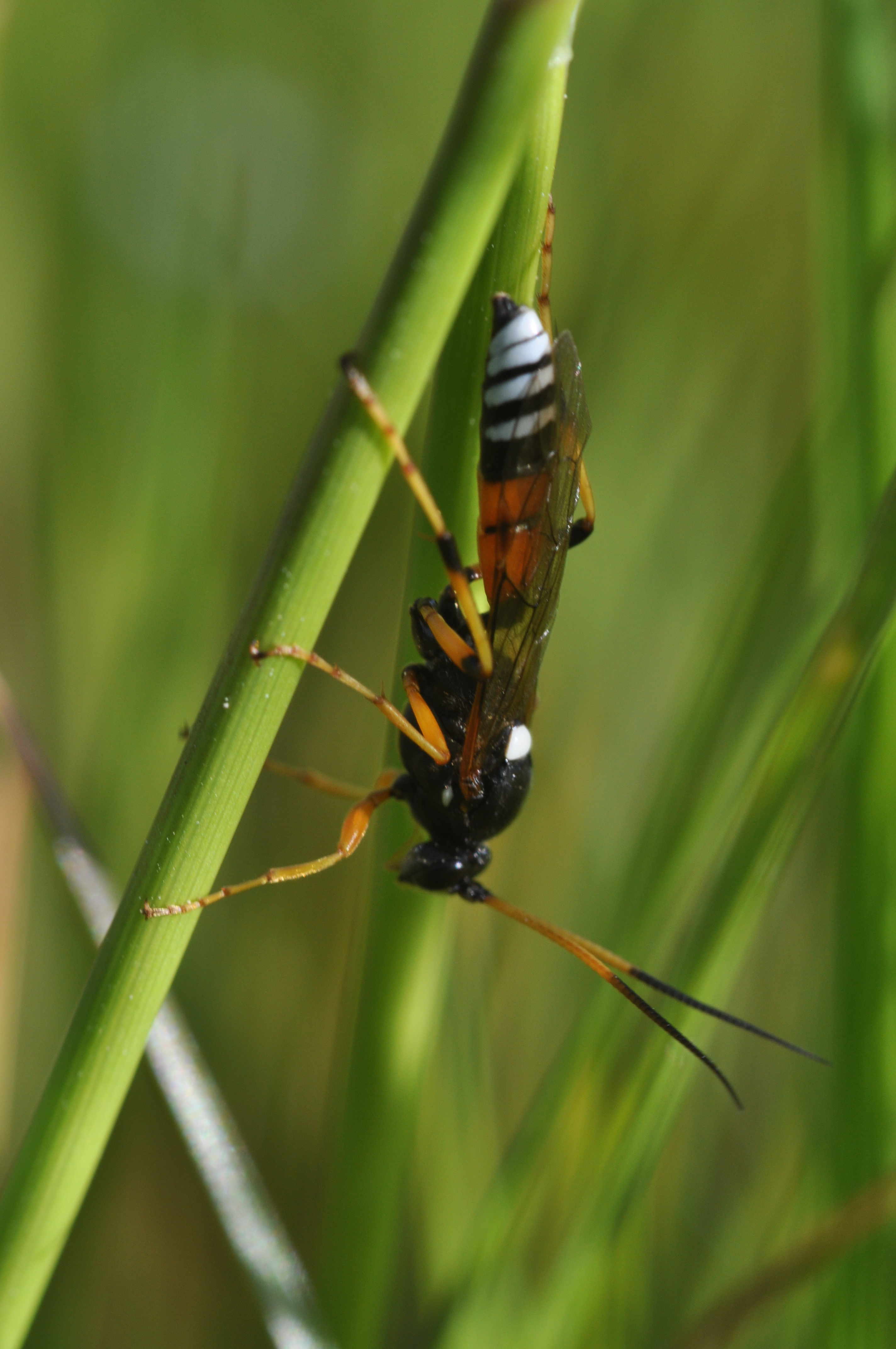
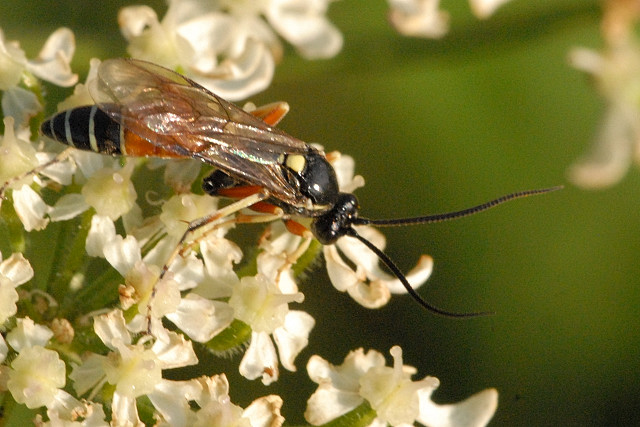

## Dottertaxa tillCtenichneumon, i alfabetisk ordning[1][2]
- Ctenichneumon albomaculatus
- Ctenichneumon angustus
- Ctenichneumon apakensis
- Ctenichneumon aterrimus
- Ctenichneumon caeruleops
- Ctenichneumon canariensis
- Ctenichneumon castigator
- Ctenichneumon circulator
- Ctenichneumon coelestis
- Ctenichneumon columbianus
- Ctenichneumon coracinus
- Ctenichneumon cyaneus
- Ctenichneumon devylderi
- Ctenichneumon dirus
- Ctenichneumon divinus
- Ctenichneumon divisorius
- Ctenichneumon edictorius
- Ctenichneumon excultus
- Ctenichneumon flaviperfundatus
- Ctenichneumon funereus
- Ctenichneumon gracilior
- Ctenichneumon gracilis
- Ctenichneumon hermaphroditus
- Ctenichneumon heteropus
- Ctenichneumon holomelas
- Ctenichneumon infuscatus
- Ctenichneumon inspector
- Ctenichneumon kamegamoriensis
- Ctenichneumon kriechbaumeri
- Ctenichneumon lethifer
- Ctenichneumon lissonotus
- Ctenichneumon luteipes
- Ctenichneumon melanocastanus
- Ctenichneumon messorius
- Ctenichneumon minor
- Ctenichneumon moestus
- Ctenichneumon nitens
- Ctenichneumon panzeri
- Ctenichneumon phragmitecolator
- Ctenichneumon praelatus
- Ctenichneumon properatus
- Ctenichneumon punctiscuta
- Ctenichneumon repentinus
- Ctenichneumon rothneyi
- Ctenichneumon rufibasis
- Ctenichneumon ruidosensis
- Ctenichneumon scutellaris
- Ctenichneumon semicaeruleus
- Ctenichneumon seoulensis
- Ctenichneumon syphax
- Ctenichneumon tappanus
- Ctenichneumon tauricus
- Ctenichneumon townesi
- Ctenichneumon tristator
- Ctenichneumon ultus
- Ctenichneumon victoriae